# Списак политичких странака у Србији
У овом чланку је наведен списак политичких странака, покрета и ширих коалиција у Републици Србији, укључујући и оне које су постојале у Кнежевини Србији, Краљевини Србији и Краљевини Срба, Хрвата и Словенаца.

## Постојеће политичке организације

### Народна скупштина
| Име | Име | Година оснивања | Идеологија                         | Лидер                           | Република | Покрајина | Београд  |
| --- | --- | --------------- | ---------------------------------- | ------------------------------- | --------- | --------- | -------- |
|     | Српска напредна странка (СНС)                                                                                          | 2008            | Популизам                          | Милош Вучевић                   | 105 / 250 | 59 / 120  | 45 / 110 |
|     | Социјалистичка партија Србије (СПС)                                                                                    | 1990            | Популизам                          | Ивица Дачић                     | 12 / 250  | 8 / 120   | 7 / 110  |
|     | Странка слободе и правде (ССП)                                                                                         | 2019            | Социјалдемократија                 | Драган Ђилас                    | 12 / 250  | 9 / 120   | 0 / 110  |
|     | Народни покрет Србије (НПС)                                                                                            | 2023            | Антикорупција                      | Мирослав Алексић                | 10 / 250  | 5 / 120   | 3 / 110  |
|     | Зелено-леви фронт (ЗЛФ)                                                                                                | 2023            | Прогресивизам Зелена политика      | Радомир Лазовић Биљана Ђорђевић | 10 / 250  | 3 / 120   | 5 / 110  |
|     | Србија центар (СРЦЕ)                                                                                                   | 2022            | Трећи пут                          | Здравко Понош                   | 9 / 250   | 4 / 120   | 0 / 110  |
|     | Демократска странка (ДС)                                                                                               | 1990            | Социјални либерализам              | Срђан Миливојевић               | 8 / 250   | 2 / 120   | 2 / 110  |
|     | Нова демократска странка Србије (Нови ДСС)                                                                             | 1992            | Национални конзервативизам         | Милош Јовановић                 | 7 / 250   | 4 / 120   | 0 / 110  |
|     | Покрет обнове Краљевине Србије (ПОКС)                                                                                  | 2017            | Монархизам                         | Војислав Михаиловић             | 6 / 250   | 3 / 120   | 0 / 110  |
|     | Савез војвођанских Мађара (СВМ) мађ. Vajdasági Magyar Szövetség (VMSZ)                                                 | 1994            | Права мађарске мањине              | Иштван Пастор                   | 6 / 250   | 9 / 120   | 1 / 110  |
|     | Партија уједињених пензионера, пољопривредника и пролетера Србије - Солидарност и правда (ПУПС - Солидарност и правда) | 2005            | Интереси пензионера                | Милан Кркобабић                 | 6 / 250   | 2 / 120   | 3 / 110  |
|     | Социјалдемократска партија Србије (СДПС)                                                                               | 2009            | Социјалдемократија                 | Расим Љајић                     | 6 / 250   | 2 / 120   | 2 / 110  |
|     | Ми - Глас из народа (МИ-ГИН)                                                                                           | 2023            | Десничарски популизам              | колективно руководство          | 6 / 250   | 0 / 120   | 0 / 110  |
|     | Ми - Снага народа (МИ-СН)                                                                                              | 2024            | Десничарски популизам              | Бранимир Несторовић             | 5 / 250   | 0 / 120   | 10 / 110 |
|     | Еколошки устанак (ЕУ)                                                                                                  | 2021            | Зелена политика                    | Александар Јовановић Ћута       | 5 / 250   | 2 / 120   | 1 / 110  |
|     | Јединствена Србија (ЈС)                                                                                                | 2004            | Друштвени конзервативизам          | Живота Старчевић (в.д)          | 5 / 250   | 1 / 120   | 1 / 110  |
|     | Радничка партија (РП)                                                                                                  | 2008            | Лабуризам                          | Жељко Веселиновић               | 4 / 250   | 0 / 120   | 0 / 110  |
|     | Покрет слободних грађана (ПСГ)                                                                                         | 2017            | Социјални либерализам              | Павле Грбовић                   | 3 / 250   | 4 / 120   | 2 / 110  |
|     | Здрава Србија (ЗС) | 2017            | Национални конзервативизам         | Милан Стаматовић                | 3 / 250   | 0 / 120   | 0 / 110  |
|     | Покрет социјалиста (ПС)                                                                                                | 2008            | Левичарски национализам            | Бојан Торбица                   | 2 / 250   | 2 / 120   | 1 / 110  |
|     | Српски покрет обнове (СПО)                                                                                             | 1990            | Либерализам                        | Вук Драшковић                   | 2 / 250   | 1 / 120   | 1 / 110  |
|     | Српска народна партија (СНП)                                                                                           | 2014            | Национални конзервативизам         | Ненад Поповић                   | 2 / 250   | 0 / 120   | 1 / 110  |
|     | Ново лице Србије (НЛС)                                                                                                 | 2022            | Монархизам                         | Милош Парандиловић              | 2 / 250   | 0 / 120   | 1 / 110  |
|     | Странка демократске акције Санџака (СДА Санџака) бос. Stranka demokratske akcije Sandžaka (SDA Sandžaka)               | 1990            | Права бошњачке мањине Аутономизам  | Сулејман Угљанин                | 2 / 250   | 0 / 120   | 0 / 110  |
|     | Странка правде и помирења (СПП) бос. Stranka pravde i pomirenja (SPP)                                                  | 2013            | Права бошњачке мањине              | Усаме Зукорлић                  | 2 / 250   | 0 / 120   | 0 / 110  |
|     | Руска странка (РС) рус. Русская партия (РП)                                                                            | 2013            | Права руске мањине Русофилија      | Слободан Николић                | 1 / 250   | 1 / 120   | 1 / 110  |
|     | Народна сељачка странка (НСС)                                                                                          | 1990            | Аграризам                          | Маријан Ристичевић              | 1 / 250   | 0 / 120   | 0 / 110  |
|     | Зелени Србије (ЗС) | 2007            | Зелена политика                    | Иван Карић                      | 1 / 250   | 0 / 120   | 0 / 110  |
|     | Нова странка - Да се струка пита (Нова - Д2СП)                                                                         | 2022            | Неолиберализам                     | Владимир Ковачевић              | 1 / 250   | 0 / 120   | 0 / 110  |
|     | Партија за демократско деловање (ПДД) алб. Partia për veprim demokratik (PVD)                                          | 1990            | Права албанске мањине Регионализам | Шаип Камбери                    | 1 / 250   | 0 / 120   | 0 / 110  |
|     | Уједињена сељачка странка (УСС)                                                                                        | 2000            | Аграрна политика                   | Милија Милетић                  | 1 / 250   | 0 / 120   | 0 / 110  |

### Странке и покрети који немају народне посланике, али су представљени у скупштинама АП Војводина и града Београда
| Име | Име                                           | Година оснивања | Идеологија               | Лидер                        | Војводина | Београд  |
| --- | --------------------------------------------- | --------------- | ------------------------ | ---------------------------- | --------- | -------- |
|     | Покрет за преокрет (ПЗП)                      | 2015            | Социјалдемократија       | Јанко Веселиновић            | 1 / 120   | 0 / 110  |
|     | Словаци напред! (СН) слч. Slováci vpred! (SV) | 2015            | Интереси словачке мањине | Павел Сурови                 | 1 / 120   | 0 / 110  |
|     | Крени-Промени (К-П)                           | 2020            | Грађански активизам      | Саво Манојловић              | 0 / 120   | 21 / 110 |
|     | Српска радикална странка (СРС)                | 1991            | Ултранационализам        | Војислав Шешељ               | 0 / 120   | 2 / 110  |
|     | Заветници (ССЗ)                               | 2012            | Ултранационализам        | Милица Ђурђевић Стаменковски | 0 / 120   | 1 / 110  |

### Остале ванпарламентарне странке и покрети
| Име | Име                                                           | Година оснивања | Идеологија                                | Лидер                              |
| --- | ------------------------------------------------------------- | --------------- | ----------------------------------------- | ---------------------------------- |
|     | 1 од 5 милиона                                                | 2019            | Грађански активизам                       | Мома Ковачевић                     |
|     | Акција прогресивне Војводине (АПВ)                            | 2021            | Војвођански аутономизам                   | колективно руководство             |
|     | Грађански демократски форум (ГДФ)                             | 2019            | Либерализам                               | Зоран Вулетић                      |
|     | Двери                                                         | 1999            | Српски национализам                       | Иван Костић                        |
|     | Доста је било (ДЈБ)                                           | 2014            | Десничарски популизам                     | Саша Радуловић                     |
|     | Живим за Србију                                               | 2018            | Антивакцинација                           | Јована Стојковић                   |
|     | Заједно                                                       | 2022            | Зелена политика                           | Небојша Зеленовић Биљана Стојковић |
|     | Левијатан                                                     | 2015            | Неофашизам                                | Павле Бихали                       |
|     | Левица                                                        | 2021            | Изворна социјалдемократија                | Слободан Миловановић               |
|     | Либерали и демократе (ЛИБДЕМ)                                 | 2023            | Класични либерализам                      | Ђорђо Жујовић                      |
|     | Либерално-демократска партија (ЛДП)                           | 2005            | Класични либерализам                      | Чедомир Јовановић                  |
|     | Лига социјалдемократа Војводине - Војвођани (ЛСВ - ВОЈВОЂАНИ) | 1990            | Војвођански аутономизам                   | Бојан Костреш                      |
|     | Народна странка                                               | 2017            | Либерални конзервативизам                 | Владимир Гајић                     |
|     | Народни слободарски покрет (НСП)                              | 2016            | Национални конзервативизам                | Мирослав Паровић                   |
|     | Нова комунистичка партија Југославије (НКПЈ)                  | 1990            | Комунизам                                 | Александар Бањанац                 |
|     | Нова Србија (НС)                                              | 1998            | Хришћанска демократија                    | Велимир Илић                       |
|     | Народни покрет Срба са Косова и Метохије "Отаџбина"           | 2017            | Права српског народа на Косову и Метохији | Славиша Ристић                     |
|     | Партија радикалне левице (ПРЛ)                                | 2020            | Марксизам                                 | Милена Репајић                     |
|     | Платформа Солидарност                                         | 2021            | Прогресивизам                             | Милош Баковић Јаџић                |
|     | Покрет за децентрализацију Србије (ПОДЕС)                     | 2024            | Децентрализација                          | Драган Милић                       |
|     | Покрет Отете бебе (ПОБ)                                       | 2021            | Истина о крађи беба у породилиштима       | Ана Пејић                          |
|     | Самостална српска странка (ССС)                               | 2020            | Национални конзервативизам                | Андреја Младеновић                 |
|     | Социјалдемократска странка (СДС)                              | 2014            | Социјалдемократија                        | Борис Тадић                        |
|     | Српска десница (СД)                                           | 2017            | Српски национализам                       | Миша Вацић                         |
|     | Форум Рома Србије (ФРС)                                       | 2014            | Права ромске мањине                       | Душка Крстановић                   |

#### Неактивне политичке странке
Списак неактивних ванпарламентарних политичких странака које формално постоје и уписане су у званични регистар надлежног министарства, али немају никакве активности нити присуство у медијима.
| Име | Име                                         | Година оснивања | Идеологија                                                        | Правни заступник    |
| --- | ------------------------------------------- | --------------- | ----------------------------------------------------------------- | ------------------- |
|     | За Краљевину Србију                         | 2020            | Монархизам                                                        | Владимир Јелић      |
|     | Заједница Срба                              | 2002            | Права избеглих и расељених лица из Босне и Херцеговине и Хрватске | Бранислав Швоња     |
|     | Зелени - Социјална правда                   | 2007            | Социјална правда                                                  | Јарослава Богићевић |
|     | Реформисти Војводине                        | 2006            | Војвођански аутономизам                                           | Недељко Шљиванац    |
|     | Народни покрет Динара-Дрина-Дунав           | 2015            | Монархизам                                                        | Томислав Бокан      |
|     | Српска левица                               | 2022            | Популизам                                                         | Радослав Милојичић  |
|     | Српска монархистичка странка "Српска слога" | 2001            | Монархизам                                                        | Зоран Ивановић      |
|     | Савез 90/Зелених Србије                     | 2021            | Зелена политика                                                   | Ђура Влашкалић      |
|     | Српска лига                                 | 2015            | Монархизам                                                        | Александар Ђурђев   |
|     | Српски препород                             | 2011            | Национални конзервативизам                                        | Слободан Комазец    |
|     | Странка модерне Србије                      | 2018            | Либерализам                                                       | Небојша Лековић     |

#### Регистроване ванпарламентарне странке мањинских народа
| Народ     | Њихове политичке странке | Њихове политичке странке |
| --------- | --- | --- |
| Албанци   | - Алтернатива за промене (алб. Alternativa për ndryshim) - Демократска партија (алб. Partia demokratike) - Демократска партија Албанаца (алб. Partia demokratike Shqiptare) - Демократска унија Албанаца (алб. Unioni demokratik Shqiptar) | - Демократска унија долине (алб. Bashkimi demokratik i luginës) † - Покрет за демократски прогрес (алб. Lëvizja e progresit demokratik) - Покрет за реформе (алб. Lëvizja për reforma) |
| Бошњаци   | - Бошњачка грађанска странка (бос. Bošnjačka građanska stranka) - Бошњачка демократска заједница (бос. Bošnjačka demokratska zajednica) † - Бошњачко-демократска странка Санџака (бос. Bošnjačko-demokratska stranka Sandžaka) † - Бошњачка народна странка (бос. Bošnjačka narodna stranka) † - Бошњачко-српски савез (бос. Bošnjačko-srpski savez) - Демократска партија Санџака (бос. Demokratska partija Sandžaka) - Народни покрет Санџака (бос. Narodni pokret Sandžaka) † | - Реформисти Санџака (бос. Reformisti Sandžaka) † - Санџачка демократска партија (бос. Sandžačka demokratska partija) † - Санџачка либерална странка (бос. Sandžačka liberalna stranka) - Санџачка народна партија (бос. Sandžačka narodna partija) † - Странка будућности и развоја (бос. Stranka budućnosti i razvoja) - Странка за Санџак (бос. Stranka za Sandžak) |
| Бугари    | - Демократска партија Бугара (буг. Демокрaтическа партия на Българите) - Демократски савез Бугара (буг. Демократичен съюз на Българите) | - Партија Бугара Србије (буг. Партия на Българите в Сърбия) - "То смо ми" - Природни покрет (буг. „Това сме ние” - Природно движение) † |
| Буњевци   | - Буњевачка странка (латн. Bunjevačka stranka) - Партија европских социјалиста (латн. Partija evropskih socijalista) | - Савез бачких Буњеваца (латн. Savez bačkih Bunjevaca) |
| Власи     | - Влашка народна странка (вла. Partida Naționalã Armãneascã) - Влашка странка (вла. Partida Armãneascã) - Влашка странка Мост (вла. Partida Armãneascã Podul) | - Србија на истоку (вла. Serbia pe răsărit) † - Истина (вла. Adavĭeră) |
| Горанци   | - Грађанска иницијатива Горанаца (латн. Građanska inicijativa Goranaca) | - Грађанска иницијатива Горанаца (латн. Građanska inicijativa Goranaca) |
| Грци      | - Грађанска странка Грка Србије (грч. Πολιτικó Κóμμα των Ελλήνων της Σερβίας) | - Српско-грчки покрет (грч. Σερβο-Ελληνική Κίνηση) |
| Мађари    | - Грађански савез Мађара (мађ. Magyar Polgári Szövetség) - Демократска заједница војвођанских Мађара (мађ. Vajdasági Magyar Demokrata Párt) - Покрет мађарске наде (мађ. Magyar Remény Mozgalom) † | - Републиканска странка (мађ. Republikánus Párt) - Странка мађарског јединства (мађ. Magyar Egység Párt) |
| Македонци | - Демократска партија Македонаца (мкд. Демократска партија на Македонците) - Македонска странка Србије (мкд. Македонска партија на Србија) † | - Странка Македонаца Србије (мкд. Партија на Македонците во Србија) |
| Роми      | - Демократска унија Рома (ром. Demokratikano Unia e Romenge) - Демократски блок (ром. Demokratikano bloko) † - Ромска демократска странка (ром. Romano Demokratikano Partido) † - Ромска партија (ром. Romani Partia) | - Ромска странка Јединство (ром. Romano Partido Jekhipen) † - Уједињена партија Рома (ром. Jekutni Partija Romani) † - Унија Рома Србије (ром. Unia e Romenge Srbije) |
| Румуни    | - Демократски покрет Румуна Србије (рум. Mişcarea democrată a Românilor din Serbia) † | - Румунска партија (рум. Partidul Român) |
| Руси      | - БУНТ - Права Србија (рус. БУНТ - Настоящая Сербия) - Европска зелена партија (рус. Европейская зелёная партия) - Јединствена руска странка (рус. Единственная русская партия) † - Народна јака Србија (рус. Народная сильная Сербия) † | - Социјалистички раднички покрет (рус. Социалистическое рабочее движение) - Српско-руска странка Вукови (рус. Сербско-русская партия Вуковы) - Странка Руса Србије (рус. Партия русских Сербии) † |
| Русини    | - Заједно за Војводину (латн. Zajedno za Vojvodinu) | - Русинска демократска странка (русин. Руска демократична странка) † |
| Словаци   | - Зелена странка (слч. Zelená strana) † - Зелена странка Србије (слч. Zelená strana Srbska) † - Јака Србија (слч. Silné Srbsko) † - Ратни ветерани за Србију (слч. Vojnoví veteráni pre Srbsko) | - Странка војвођанских Словака (слч. Strana vojvodinských Slovákov) † - Словачка демократска лига (слч. Slovenská demokratická liga) - Словачка демократска странка (слч. Slovenská demokratická strana) † |
| Хрвати    | - Демократска заједница Хрвата (хрв. Demokratska zajednica Hrvata) | - Демократски савез Хрвата у Војводини (хрв. Demokratski savez Hrvata u Vojvodini) |
| Црногорци | - Странка Црногораца (латн. Stranka Crnogoraca) | - Црногорска партија (латн. Crnogorska partija) |

† Брисана из регистра или неактивна мањинска странка

### Српске странке на Косову и Метохији
У наставку се налази списак регистрованих политичких странака које делују у систему самопроглашене Републике Косово.
| Име | Име                          | Година оснивања | Идеологија                             | Лидер                  | Скупштина Косова | Градоначелници |
| --- | ---------------------------- | --------------- | -------------------------------------- | ---------------------- | ---------------- | -------------- |
|     | Српска листа (СЛ)            | 2014            | Права српске мањине                    | Златан Елек            | 9 / 120          | 6 / 38         |
|     | Партија косовских Срба (ПКС) | 2017            | Права српске мањине                    | Александар Јаблановић  | 0 / 120          | 0 / 38         |
|     | Српска демократија (СД)      | 2023            | Права српске мањине Социјалдемократија | Александар Арсенијевић | 0 / 120          | 0 / 38         |

## Савези и коалиције
Списак тренутних и бивших политичких савеза и коалиција.
- Морамо (2022-2023)
- Правац Европа (2022)
- Национално демократска алтернатива (2021−)
- Александар Вучић − Србија не сме да стане, претходно: Покренимо Србију, Будућност у коју верујемо, Србија побеђује, За нашу децу и Заједно можемо све (2010−)
- Коалиција око Социјалистичке партије Србије (2008−)
- Суверенисти (2021−2022)
- Уједињена демократска Србија (2020)
- Уједињени за победу Србије, претходно: Удружена опозиција Србије и Савез за Србију (2018−2022)
- Коалиција за мир (2018−2020)
- Преокрет (2011−2013)
- Избор за бољи живот − Борис Тадић, претходно: За европску Србију (2008−2013)
- Коалиција Албанаца Прешевске долине (2007−2012, 2022−)
- Демократска опозиција Србије (2000−2003)
- Коалиција Заједно (1996−1997)
- Демократски покрет Србије (1992−1993)

## Међународна сарадња
Списак странака и покрета који су део међународних политичких савеза.
- Европска народна партија: Српска напредна странка (придружена чланица); Савез војвођанских Мађара (придружена чланица)
- Партија европских социјалиста: Демократска странка (придружена чланица); Странка слободе и правде (сарадња)
- Савез либерала и демократа за Европу: Покрет слободних грађана (придружена чланица)
- Европска зелена странка: Зелено-леви фронт (пуноправна чланица)
- Савез конзервативаца и реформиста: Доста је било (сарадња)
- Европска левица: Политичка платформа Солидарност (сарадња)
- Европски слободарски савез: Лига социјалдемократа Војводине - Војвођани (пуноправна чланица)
- Међународна пиратска партија: Пирати Србије (статус посматрача)

Остале међународне организације:
- Глобални зелени: Зелени Србије (статус посматрача)
- Светска федерација синдиката: Удружени синдикати Србије "Слога" (пуноправна чланица)

## Бивше и угашене политичке странке
Некомплетан списак бивших и угашених политичких странака и покрета.
21. век:
- Боља Србија (утопила се у Српску напредну странку 2023)
- Живим за Србију (утопила се у Здраву Србију 2023)
- Заједно за Србију (прерасла у странку "Заједно" 2022)
- Комунистичка партија (прерасла у Српску левицу 2022)
- Српски патриотски савез (утопила се у Српску напредну странку 2021)
- Заједно за Шумадију (утопила се у Здраву Србију 2020)
- Социјалдемократска унија (прерасла у Партију радикалне левице 2020)
- Зелена еколошка партија - Зелени (прерасла у Странку слободе и правде 2019)
- Левица Србије (утопила се у Странку слободе и правде 2019)
- Самостална демократска странка Србије (прерасла у Самосталну српску странку 2019)
- Социјалдемократски савез (прерасла у Странку модерне Србије 2018)
- Демохришћанска странка Србије (распуштена 2017)
- Живим за Крајину (утопила се у Српску напредну странку 2017)
- Трећа Србија - Богата Србија (прерасла у Народни слободарски покрет 2016)
- Уједињени региони Србије, претходно: Г17 плус (распуштена 2015)
- Народна партија (утопила се у Српску напредну странку 2012)
- Образ (забрањена 2012)
- Југословенска левица (распуштена 2010)
- Либерали Србије (распуштена 2010)
- Партија српског прогреса (распуштена 2010)
- Социјалдемократија (распуштена 2010)
- Социјалдемократска партија (распуштена 2010)
- Српска либерална странка (распуштена 2010)
- Српски демократски покрет обнове (распуштена 2010)
- Грађански савез Србије (распуштена 2007)
- Странка српског јединства (распуштена 2007)

20. век:
- Народни покрет "Отпор" (утопила се у Демократску странку 2004)
- Српска народна обнова (прерасла у Српски покрет обнове 1996)
- Савез комуниста - Покрет за Југославију (распуштена 1994)
- Странка Југословена (распуштена 1992)
- Удружење за југословенску демократску иницијативу (утопила се у Грађански савез Србије 1992)
- Савез комуниста Србије (прерасла у Социјалистичку партију Србије 1990)
- Савез комуниста Војводине (прерасла у Социјалистичку партију Србије 1990)
- Савез комуниста Косова (прерасла у Социјалистичку партију Србије 1990)
- Савез реформских снага Југославије (распуштена 1990)
- Југословенска демократска странка (забрањена 1948)
- Самостална демократска странка (забрањена 1946)
- Земљорадничка странка (забрањена 1945)
- Југословенски народни покрет "Збор" (забрањена 1945)
- Југословенска народна странка (распуштена 1941)
- Југословенска национална странка (распуштена 1941)
- Југословенска радикална заједница (распуштена 1941)
- Социјалистичка партија Југославије (распуштена 1941)
- Југословенска републиканска странка (забрањена 1929)
- Немачка странка (забрањена 1929)
- Џемијет (забрањена 1925)
- Комунистичка партија Југославије (забрањена 1920; потом деловала у илегали све до 1941; распуштена 1990)
- Самостална радикална странка (утопила се у Југословенску демократску странку 1919)
- Српска социјалдемократска партија (утопила се у Социјалистичку радничку партију Југославије (комуниста), тј. Комунистичку партију Југославије 1919)
- Српска народна сељачка слога (распуштена за време балканских ратова)

19. век:
- Народна радикална странка (забрањена 1945)
- Српска напредна странка Краљевине Србије, претходница: Конзервативци (прерасла у Југословенску демократску странку 1919)
- Либерална странка (распуштена 1895)

У Аустроугарској Војводини:
- Српска народна либерална странка (утопила се у Југословенску демократску странку 1919)
- Српска народна радикална странка (распуштена 1919)
- Српска народна самостална странка (распуштена 1918)
- Српска народна слободоумна странка (подељена на либерално и радикално крило; распуштена 1887)

У османској Старој Србији:
- Српска демократска лига (распуштена 1912)